# Seminario Diocesano de Tarrasa
El Seminario Diocesano de Tarrasa o Seminario Mayor Diocesano de San Juan Bautista es una institución destinada a la formación de sacerdotes, del Obispado de Tarrasa que está situado en Valldoreix, San Cugat del Vallés.
La Diócesis de Tarrasa fue creada en 2004 por Juan Pablo II y abarca  gran parte de las comarcas del Vallés Occidental y el Vallés Oriental. El primer obispo fue José Ángel Saiz Meneses. Dos años más tarde, el 29 de junio de 2006, coincidiendo con la solemnidad de los apóstoles San Pedro y San Pablo, Saiz Meneses, Obispo de Terrassa, firmó el decreto para la constitución del Seminario Mayor Diocesano de Terrassa, San Juan Bautista. La ubicación del seminario fue en Valldoreix debido a la marcha de la congregación de las Monjas RR. MM. Comendadoras de San Juan de Jerusalén. hacia Salinas, en Álava, dejando libre esta dependencia. El primer rector fue Salvador Cristau Coll, actual obispo de la misma diócesis, siendo el rector actual Joan Hernández Plaza.